# Guenter Ahlers
Guenter Ahlers (* 28. März 1934 in Bremen) ist ein US-amerikanischer Physiker, der sich mit Chaosphysik, Tieftemperaturphysik und Phasenübergängen beschäftigt.
Ahlers studierte Chemie an der University of California, Riverside (Bachelor 1959 über Molekülorbitalberechnungen), wobei er vorher zwei Jahre in der Zementindustrie forschte, und promovierte 1963 in physikalischer Chemie bei K. S. Pitzer und N. E. Phillips an der University of California, Berkeley (Some properties of solid hydrogen at small molar volumes). 1963 bis 1979 war er an den Bell Laboratories. Seit 1979 ist er Professor für Physik an der University of California, Santa Barbara (UCSB). 1989 bis 1996 war er dort Direktor des Center for Nonlinear Sciences sowie des Quantum Institute und 1989 bis 1994 Präsident der UCSB.
Ahlers beschäftigte sich zunächst mit Tieftemperaturphysik, zum Beispiel thermodynamische Studien und Zustandsgleichung von festem Wasserstoff und Helium. Ab 1967 beschäftigte er sich mit kritischen Phänomenen, zum Beispiel dem Übergang zur Suprafluidität in Helium-4, Phasenübergänge in Ferromagneten und Anti-Ferromagneten. Ab den 1970er Jahren beschäftigte er sich auch mit nichtlinearen Phänomenen (Chaosphysik) wie Musterbildung und Turbulenz insbesondere in der Rayleigh-Benard-Konvektion in flüssigem Helium (ab 1970).
1971 wurde er Fellow der American Physical Society. Seit 1982 ist er Mitglied der National Academy of Sciences und der American Academy of Arts and Sciences (2004). Er war Berater des Jet Propulsion Laboratory, des Los Alamos National Laboratory (Center for Nonlinear Studies) und im Beratungskomitee für Microgravity Research der NASA. Er ist Fellow der American Association for the Advancement of Science.
2007 erhielt er den Hydrodynamik-Preis der American Physical Society. 1978 erhielt er den Fritz London Memorial Award. 1979 war er Loeb Lecturer in Harvard. 1989/90 erhielt er den Alexander von Humboldt Senior US Scientist Award. 1997/98 war er Guggenheim Fellow. Er war Otto von Guericke Sprecher an der Universität Magdeburg (1997, Strukturbildung in der Natur und im Labor), Fritz London Lecturer an der Duke University und Kac Lecturer in Los Alamos.